# Alba Rigazzi
Alba Rigazzi (Milano, 24 gennaio 1947) è una showgirl, ex modella e attrice italiana, vincitrice del concorso di bellezza Miss Italia 1965.

## Carriera
È stata eletta Miss Italia nel 1965 a Salsomaggiore Terme. Sorella di Layla, eletta Miss Italia nel 1960, caso curioso ed unico nella storia del concorso. È stata valletta nel telequiz La fiera dei sogni al fianco di Mike Bongiorno. Come attrice è stata protagonista del film La lunga notte di Veronique (1966) di Gianni Vernuccio e ha interpretato vari fotoromanzi sul settimanale Bolero Film.